# Ciro de Freitas Vale
Ciro de Freitas Vale (São Paulo, 16 de agosto de 1896 — Rio de Janeiro, 7 de novembro de 1969) foi um advogado e diplomata brasileiro.
Filho do senador estadual e mecenas José de Freitas Valle e de Antonieta Egídio de Sousa Aranha de Freitas Valle, sendo esta descendente da viscondessa de Campinas, Maria Luzia de Sousa Aranha. Primo do chanceler Oswaldo Aranha.
Graduado em direito pela Faculdade de Direito da Universidade de São Paulo, em 1916.
Foi ministro interino das Relações Exteriores nos governos de Getúlio Vargas, de janeiro a março de 1939, e Eurico Gaspar Dutra, de maio a junho de 1949.
Foi embaixador do Brasil em Cuba em 1937, na Romênia em 1938, na Alemanha de 1939 a 1942, no Canadá em 1944, na Argentina de 1947 a 1948, no Chile de 1952 a 1955, e na Organização das Nações Unidas (ONU) de 1955 a 1960.
Era membro titular da Sociedade Brasileira de Direito Internacional, tendo pertencido à Sociedade de Geografia do Rio de Janeiro e ao conselho da Escola de Sociologia e Política de São Paulo.